# Simon Hickey
Pour les articles homonymes, voir Hickey.
Pas d'image ? Cliquez ici

a Compétitions nationales et continentales officielles uniquement.

b Matchs officiels uniquement.
Dernière mise à jour le 2 mai 2024.
Simon Hickey, né le 12 janvier 1994 à Auckland (Nouvelle-Zélande), est un joueur néo-zélandais de rugby à XV évoluant au poste de demi d'ouverture. Il évolue avec les Hino Red Dolphins en League One depuis 2022. Il mesure 1,76 m pour 83 kg.

## Carrière

### En club
Simon Hickey commence sa carrière professionnelle en 2012 avec l'équipe de Auckland en NPC à l'âge de 19 ans. 
En 2014, il fait ses débuts en Super Rugby avec la franchise des Blues, et il parvient à s'imposer comme le demi d'ouverture titulaire de cette équipe dès sa première saison, devançant au passage la  nouvelle recrue, la star treiziste Benji Marshall. Malheureusement, sa deuxième saison coïncide avec un changement d'entraineur, Tana Umaga prenant la tête des Blues. Ne rentrant pas dans les plans de l'ancien All Black, Hickey vit une année beaucoup plus compliquée avec un faible temps de jeu (quatre matchs en tant que remplaçant), Dan Bowden ou Ihaia West lui étant préféré. Il n'est alors pas conservé par la franchise néo-zélandaise à la fin de la saison. 
En octobre 2015, il rejoint le club français de l'Union Bordeaux Bègles qui évolue en Top 14 en tant que joker médical de Pierre Bernard. Il ne fait ses débuts sous ses nouvelles couleurs qu'en décembre, après avoir été jusqu'en finale avec l'équipe d'Auckland en NPC. Il s'impose alors au fur et à mesure comme un cadre de l'équipe et il est prolongé par le club jusqu'à la fin de saison en cours. À l'issue de cette saison, il prolonge une fois de plus, cette fois pour deux années supplémentaires, avec d'abord un court intermède en NPC avec Auckland entre juin et octobre 2016.
En 2018, en fin de contrat avec l'UBB, il refuse une proposition de prolongation et rejoint la province écossaise d'Édimbourg en Pro14. Il joue deux saisons en Écosse, au cours desquelles il est principalement la doublure de Jaco van der Walt. Il quitte le club à l'issue de son contrat en juin 2020.
Il rentre ensuite en Nouvelle-Zélande, et s'engage immédiatement avec les Hurricanes, qui disputent alors le Super Rugby Aotearoa. Il ne dispute cependant aucune rencontre. Plus tard en 2020, il fait également son retour avec Auckland pour disputer le NPC.
Toujours présent dans l'effectif des Hurricanes pour la saison 2021 de Super Rugby, il se blesse cependant gravement au genou peu avant de le début de saison, ce qui l'écarte des terrains pour l'intégralité de la compétition.
Après deux saisons sans jouer avec les Hurricanes, il rejoint les Crusaders pour la saison 2022 de Super Rugby, où il doit épauler le jeune Fergus Burke en début saison, lors de l'absence de Richie Mo'unga mis au repos.
Plus tard en 2022, il rejoint le club japonais des Hino Red Dolphins en deuxième division de la League One.

### En équipe nationale
Simon Hickey représente la sélection scolaire néo-zélandaise (en) en 2011.
Il joue ensuite avec les Baby Blacks en 2013 et 2014. Avec son équipe, il termine à la quatrième place du championnat du monde junior 2013 et à la troisième place en 2014. Il était d'ailleurs le capitaine de son équipe pour l'édition 2014.

## Palmarès

### En club et province
- Meilleur réalisateur de la phase régulière de l'ITM Cup 2016 : 140 points[1]